# هوبير ديشان
هوبير ديشان (بالفرنسية: Hubert Deschamps)‏
```
(و. 
1923
 – 
1998
 
م
)
[
4
]
 هو 
ممثل
، من 
فرنسا
، ولد في 
باريس
، توفي في 
باريس
، عن عمر يناهز 75 عاماً
[
5
]
 بسبب 
نوبة قلبية
.
```

## وصلات خارجية
- هوبير ديشان على موقع IMDb (الإنجليزية)
- هوبير ديشان على موقع ألو سيني (الفرنسية)
- هوبير ديشان على موقع ميوزك برينز (الإنجليزية)
- هوبير ديشان على موقع أول موفي (الإنجليزية)
- هوبير ديشان على موقع قاعدة بيانات الأفلام السويدية (السويدية)
- هوبير ديشان على موقع ديسكوغز (الإنجليزية)
- هوبير ديشان على موقع قاعدة بيانات الفيلم (الإنجليزية)
- هوبير ديشان على موقع كينوبويسك (الروسية)